# Ilwir Chuzin
Ilwir Ildarowicz Chuzin (ros. Ильвир Ильдарович Хузин; ur. 14 czerwca 1990 w Nieftiekamsku) – rosyjski bobsleista, brązowy medalista mistrzostw świata.

## Kariera
Pierwszy medal w karierze Chuzin wywalczył w 2015 roku, kiedy wspólnie z kolegami i koleżankami z reprezentacji zajął trzecie miejsce w rywalizacji drużynowej na mistrzostwach świata w Winterbergu. Na tych samych mistrzostwach był też siódmy w czwórkach. W 2014 roku wystartował na igrzyskach olimpijskich w Soczi, gdzie reprezentacja Rosji w składzie: Aleksandr Kasjanow, Maksim Bieługin, Ilwir Chuzin i Aleksiej Puszkariow zajęła czwarte miejsce w czwórkach. W listopadzie 2017 roku został zdyskwalifikowany przez MKOl za stosowanie dopingu podczas igrzysk w Soczi.